# Smârdioasa
Smârdioasa es una comuna ubicada en el distrito de Teleorman, Rumania.

## Superficie
Posee una superficie de 34,71 kilómetros cuadrados.

## Demografía
Hasta 2021 la población era de 2117 habitantes, con una densidad de población de 60,99 habitantes por kilómetro cuadrado.